# Te Motu Island
Te Motu Island ist eine Insel im Kawhia Harbour, in der Region Waikato auf der Nordinsel von Neuseeland.

## Geographie
Te Motu Island befindet sich rund 2,7 km ostsüdöstlich des Eingangs zum Kawhia Harbour. Die Insel erstreckt sich über eine Länge von rund 760 m in Nord-Süd-Richtung und eine maximale Breite von 385 m in Westsüdwest-Ostnordost-Richtung. Bei einer Flächenausdehnung von rund 15,8 Hektar erhebt sich die Insel bis zu 6 m aus dem Hafengewässer.